# Madlyn Rhue
Madlyn Rhue, à l'origine Madeleine Roche, née le 3 octobre 1935 à Washington et morte le 16 décembre 2003 à Los Angeles, est une actrice américaine.

## Biographie
Entre 1950 et 1990, Madlyn Rhue (ou Madlyn Soloman Rhue) a joué dans une dizaine de films, dont Opération Jupons de Blake Edwards (1959), Le Gentleman en kimono de Mervyn LeRoy (1960) et  Un monde fou, fou, fou, fou de Stanley Kramer (1963) et, à partir de 1967, dans une quinzaine de productions télévisées.
Elle tourne sans s'arrêter pour la télévision en 1959 (13 rôles) et 1960 (14 rôles), une cadence insolite pour une comédienne, fait assez rare pour être souligné.
Elle est une habituée des rôles de vedette-invitée dans les séries des années 60-70 comme Mannix, L'Homme de fer, Baretta, Cannon ou encore Hawaï police d'État. Son parcours évoque celui de ses consœurs de la même génération comme Lynda Day George, Diana Hyland, Marlyn Mason, Katherine Justice, Susan Oliver ou Christine Belford.
En 1962, elle épouse l'acteur Tony Young (en) dont elle divorce en 1970.
En 1977, on lui diagnostique une sclérose en plaques. Malgré sa maladie, elle continue à travailler, apparaissant entre autres dans la série télévisée Des jours et des vies.
En 1985, son état s'aggrave, elle ne peut plus se déplacer qu'en fauteuil roulant et doit se limiter aux rôles ne nécessitant pas de déplacement comme celui de Doris West, une habitante de longue date dans la série Arabesque aux côtés de Angela Lansbury. Ce rôle recurrent fut le dernier de sa carrière.
Le 16 décembre 2003, à l'âge de 68 ans, elle meurt des suites d'une pneumonie à l'hôpital Motion Picture & Television Country House and Hospital situé dans le quartier de Woodland Hills à Los Angeles.

## Filmographie

### Cinéma
- 1959 : The Kiss (court-métrage)  de Everett Chambers : Girl in Park
- 1959 : Quand la terre brûle  de Irving Rapper et Gordon Douglas : la nonne qui donne un avertissement à Teresa pour ses chansons d'amour
- 1959 : Opération Jupons de Blake Edwards : lieutenant-infirmière Reid
- 1961 : Le Tombeur de ces dames de Jerry Lewis : l'interprète
- 1961 : Le Gentleman en kimono de Mervyn LeRoy : Alice Black
- 1962 : Les Fuyards du Zahrain de Ronald Neame : Laila
- 1963 : Un monde fou, fou, fou, fou de Stanley Kramer : la secrétaire Schwartz
- 1964 : La Valse des Colts (en) (He Rides Tall) de R. G. Springsteen : Ellie Daniels
- 1969 : Kenner (en) de Steve Sekely : Anasuya
- 1972 : Debout les minettes de Jackie Cooper : Gloria Seagar

### Télévision

#### Téléfilms
- 1967 : L'Homme en fuite (TV) : Alma Britten
- 1972 : Chasseur d'homme  : Teresa Taylor
- 1973 : Poor Devil (TV) : Frances Emerson
- 1974 : The Sex Symbol (TV) : Joy Hudson
- 1974 : Crakle of Death : Firefall : Maria Hargrove
- 1975 : Medical Story (TV) : Mrs. Doran
- 1979 : The Best Place to Be (TV) : Emily Stockwood
- 1979 : Goldie and the Boxer (TV) : Marsha
- 1982 : Terreur mortelle (Fantasies) (TV) : Rebecca
- 1982 : Games Mother Never Taught You (téléfilm) : rôle sans nom
- 1991 : La vengeance d'une mère (TV) : Lois Greenfield

#### Séries télévisées
- 1958 :The Court of last resort (épisode : The Stephen Lowell case) : Janice Lowell
- 1958 :Whirlybirds (épisode : Seven orchids) : Phyllis Bolling
- 1958-1959 : Have Gun - Will Travel (épisodes : Deliver the body : Jean Nelson;  Hunt the man down) : Elizabeth DeVries
- 1959 :Mike Hammer (épisode : Aces and heights) : Linda
- 1959 : Le Troisième Homme (en) (épisode : Five hours to kill) : Hassani
- 1959 : Black saddle (épisode : Client : Reynolds) : Julie Reynolds
- 1959 : M Squad (épisode : Death is a clock) : Loretta Danzing
- 1959 : Riverboat (épisode : About Roger Mowbray) : Cassie Baird
- 1959 : Cheyenne (épisode : Prisoner of Moon Masa) : Ellen Lassiter
- 1959 : Tightrope (épisode : The money fight) : Judy Brannen
- 1959 : The Rebel  (épisode : In memoriam) : Beth Lassiter
- 1959 : Tales of Wells Fargo  (épisode : Woman without a gun) : Linda
- 1959 : Gunsmoke (épisode : Tag, You're it) : Rusty
- 1959 : Laramie (épisode : The pass) : Eve
- 1959 : Special Agent 7 (épisode : The trap) : Mary
- 1960 : Hotel de Paree (épisode : Sudance goes to kill) : Sarah Carter
- 1960 : Perry Mason (épisode : The case of the Wayward wife) : Marian Ames
- 1960 : Troubleshooters (épisode : Incident at Rain Mountain) : Rhoda Spencer
- 1960 : The Alaskans (épisode : Disaster at Gold Hill) : Fay Loomis
- 1960 : Pony Express (en) (épisode : The last mile) : Ellen Fairchild
- 1959-1960 : Bourbon Street Beat (épisodes : Portrait of Leonore : Leonore Lamartine ; Last Exit : Nita Roulas )
- 1960 : Outlands (épisode : Ballad for a badman) : Rose Dabney
- 1960 : The Roaring 20's (épisode : Bunette's woman) : Julie Fiore
- 1960 : Bonanza (épisode : Day of reckoning) : Hayota
- 1960 : Sugarfoot (épisode : A noose for Nora) : Nora Sutton
- 1960 : Hong Kong (épisode : The Jade Empress) : Lola
- 1960 : Échec et mat  (épisode : Target : Tycoon) : Irene Thorne
- 1960 : General Electric Theater (épisode : The other wise man) : Deborah
- 1960 :Les Incorruptibles (série télévisée) : (saison 1 épisode 27 Head of fire : Feet of Clay : Chickie Bernstein/saison 2 épisode 11 The Tommy Karpeles story : Sally Karpeles)
- 1963 :Rawhide (épisode : Incident at Rio Doloroso) : Inez Maldonado
- 1963 :77 Sunset strip (épisode : Flight 307) : Mrs. Knight
- 1963 :Suspicion (épisode : The dark pool) : Consuela Sandino
- 1963 :Kraft mystery theatre (épisode : Man without a witness) : Girl
- 1963 :Arrest and trial (épisode : Tears from a silver dipper) : Christina Ortega
- 1963 :The lieutenant (épisode : We the hunted) : Jackie Madian
- 1964 :Espionage (épisode : We the hunted) : Susan Wilder
- 1964 :Bob Hope presents the Chrysler Theatre (épisode : The game with glass pieces) : Lillian
- 1965 :Daniel Boone (épisode : The hostages) : Ester Moncour
- 1965 :Les Accusés (épisode : Whipping boy) : Christine Knox
- 1965 :Slattery's people (épisode : Question: Does Nero Still at Ringside Sit?) : Lupe Leon
- 1965 :L'Homme à la Rolls (épisode : Steam heat) : Manicurist
- 1965 :Les Espions (épisode : The time of the knife) : Jean
- 1966 : A Man Called Shenandoah   (épisode : A Special Talent for Killing) : Ann Clayton
- 1966 : Laredo   (épisode : The man would be gentleman of Laredo) : Dona Dolores
- 1964-1966 : Le Fugitif (épisodes : Somebody to remember : Sophie ; The Sharp edge of Chivalry : Liz Roland )
- 1966 : Le Cheval de fer   (épisode : The man from New Chicago) : Angela Burnett
- 1967 : Star Trek (série télévisée) (saison 1 épisode 22  Space seed : Lieutenant Marla McGivers)
- 1967 : Captain Nice  (épisode : Who's Afraid of Amanda Woolf?) : Amanda Woolf
- 1967 : Les Mystères de l'Ouest (série télévisée) - Saison 3 épisode 1, La Nuit de la Constitution, d'Irving J. Moore : Carlotta Waters
- 1964-1967 : Des agents très spéciaux (saison 1 épisode 14 The Terfuf affair : Clara Valder/saison 4 épisode 9 The Fiery angel affair : Angela Abaca)
- 1968 : Cowboy in Africa (en)  (épisode : Work of art) : Christie Blaine
- 1968 : Opération vol  (épisode : One night on Soledade) : Melinda Garcia
- 1968 : The Guns of Will Sonnett (épisode : The Straw man) : Marion Hagger
- 1969-1975 Mannix (série télévisée) (épisodes : Rencontre à Los Angeles : Laura Giles/Meurtre sur bande magnétique : Marcia Inman; Man in a trap : Nedda Kordic )
- 1970 : Land of the giants  (épisode : The deadly dart) : Bertha Fry
- 1969-1970 : Bracken's World (série télévisée) : Marjorie Grant, l'épouse de Kevin 27 épisodes )
- 1970-1973 :  Hawaï police d'État (épisodes : Six ans après : Madge; Deux maisons et une double vie : June Fleming)
- 1971 : Le Virginien (TV) saison 9 épisode 24 (Jump-Up) : Frankie Grace
- 1971 : The Courtship of Eddie's Father (épisode : Two's Company) : Dolores Carew
- 1971 : Longstreet  (épisode : This Little Piggy Went to Marquette) : Kim Anderson
- 1972 : Banacek (épisode : Escamotage) : Holly Allencamp
- 1972 : Mission Impossible (épisode : Ultimatum) : Adele Cooper
- 1972 : Ghost Story (épisode : Creatures of the Canyon)  : Georgia Strauss
- 1973 : Barnaby Jones (épisode : The deadly prize)   : Myra Stayley
- 1973 : Owen Marshall, Counselor at law (épisode : Snatches of a crazy song)   : Neva Boland
- 1967--1974  : L'Homme de fer (série télévisée) (épisodes : Message de l'au-delà : Margaret Blackwell; Jeux dangereux : Betty Julian;  Histoire de famille : Kate Dunhill;  Chasse au fantôme : Amy Frost)
- 1974 : Dossiers brûlants (épisode : Firefall) : Maria
- 1975 : Police Story (épisode : Headhunter) : Sue Ellen
- 1975 : Baretta (épisode : Vendetta) : Sharon Fowler
- 1975 : Petrocelli (épisode : A Lonely victim) : Ellen Walker
- 1976 : Starsky et Hutch S1 Ep17, Poker : Belinda Williams
- 1974-1976  : Cannon (épisodes : Voice from the grave: Gloria Norlan; Snapshot : Phyllis Behr)
- 1976 : Les Rues de San Francisco (épisode : Clown of death) : Crystal
- 1976-1977 : Executive Suite (série télévisée) 18 épisodes : Hilary Mason
- 1975-1977  : Switch (2 épisodes) (épisodes : The Cold War con: Evelynn Thurston; Three for the  money: Donna Mendarez)
- 1979 : We've got each other (épisode A Space Odyssey) : Millie
- 1979 : The Tony Randall Show (épisode Phantom of the Poconos) : Evelyn
- 1979 : Drôles de dames (épisode : Angels on the street) : Georgia
- 1979 : Pour l'amour du risque (épisode : Max in love) : Charlotte Fleming
- 1980 : Quincy (épisode Unhappy hour) : Laura Stedman
- 1981 : Dynastie   2 épisodes : Lucy
- 1982 : Arnold et Willy (épisode : The Model) : Tina Claremont
- 1982 : L'île fantastique (épisode The perfect gentleman/Legend) : Lillie Langtry
- 1979-1983  : Chips  (série télévisée)  saison 3 épisode 2 Roller Disco : Part 2 : elle-même/saison 4 épisode 6 The Great 5K Star Race and Boulder Wrap Party: Part 2 : elle-même/saison 6 épisode 17 Brat Patrol : Mildred Sloane
- 1982-1984 : Des jours et des vies 66 épisodes : Daphne DiMera
- 1982 : Fame 8 épisodes : La mère de Doris Scwhartz
- 1986 : Bridges to Cross 6 épisodes : Carolyn Ryan
- 1987 : La loi de Los Angeles (épisode : Cannon of Ethics) : Juge Wyatt
- 1987-1988  : Texas Police 18 épisodes : Annie Hartung
- 1989 : Trial by jury (série télévisée, Saison 1, épisode 1) : Le juge
- 1989 - 1996 : Arabesque 5 épisodes : Doris West, une habitante de Cabot Cove

## Vie privée
Mariée à Tony Young (4 décembre 1962-janvier 1970), divorcée